# Leptometopa flaviceps
Leptometopa flaviceps är en tvåvingeart som först beskrevs av Günther Enderlein 1934.  Leptometopa flaviceps ingår i släktet Leptometopa och familjen sprickflugor.
Artens utbredningsområde är Namibia. Inga underarter finns listade i Catalogue of Life.